# ريتشارد روجرز
ريتشارد جورج روجرز (بالإنجليزية: Richard Rogers)‏ (ولد في 23 يوليو/تموز 1933) معمارى بريطاني مشهور بتصاميمِه التي تنتمى لطرز الحداثة والوظيفية. وهو ولدَ في فلورينس في 1933 ودرس بمدرسةَ الجمعيةِ المعماريةِ للهندسة المعماريةِ في لندن، قبل التَخَرُّج مِنْ المدرسةِ يايل للهندسة المعماريةِ في 1962.

## بداية حياته المهنية
في يايل قابلَ زميله الطالبَ نورمان فوستر ومع عَودته إلى إنجلترا بَدأَ الممارسةً المعماريةً كفريق من 4 مَع فوستر وزوجاتهم سو روجرز وويندي تشيزمان.استطاعوا أن يكَسبوا بسرعة سمعة للتصميم الصناعي التقنيِ. في 1967 الممارسةِ انفصلتْ، وروجرز انضمَّ إلى رينزو بيانو. وفي تكليف مبكّر كَان بيت وإستوديو لهمفري سبيندر قُرْب مالدون، إسيكس، وكان مكعّبُ زجاجَ مُحاط بإطار حديدى. قَفزتْ حياته المهنية للأمام عندما رَبحَ منافسةَ التصميمَ لمركز بومبيتو في 13 يوليو/تموزِ 1971 مع رينزو بيانو وبيتر رايز. أَسّستْ هذه البنايةِ طابع أغلب أعمال روجرز، وذلك بعرض وعدم أخفاء أغلب خدماتِ البنايةَ (ماء، قنواتِ التدفئة، ودرجات السلالم) على الخارجِ، يَتْركُ الفضاء الداخلي مرتّباً. إنّ البنايةَ من أهم مَعْالَم باريس الأكثر شعبية، لكن في ذلك الوقت النقّاد خُلِطوا، ما بين طرز (الداخل للخارج) وطراز (الأحشائي)

## مشاريعه
- بيت روجرز ويمبليدون (1967)
- مركز بومبيدو، باريس (1972 -78)
- بناية لويد، لندن (1979 -84)
- المحكمة أوروبية لحقوقِ الإنسان، ستراسبورغ (1984)
- قبّة الألفية، لندن (1999)
- 88 شارع وود، لندن (1993-2001)
- مخرج مصمّمى آشفورد, آشفورد، كنت (2000)
- متنزه الأعمال ،متنزهِ تشيسوك، لندن (2002)
- محطة مطارِ الجوى لـ براجاز 4، مدريد (2005)
- مجمع محاكم، أنتويرب، بلجيكا (2005)
- برج هيسبيريا، برشلونة (2005)
- سينيدد، البناية الجديدة للجمعيةِ الوطنيةِ لويلز، كاردف (2006)
- لاس أريناس، برشلونة، إعادة تصميم حلبة مصارعة الثيرانِ، لـ يُحوّلُه إلى مركز تسوّق (إكمال متَوقّعَ في 2009)
- 122 ليدينهال (إكمال متَوقّعَ في 2010)

## الجوائز والتكريم
روجرز حصل على لقب فارس في 1981 مِن قِبل الملكة إليزابيث الثانية. هو مُنِحَ ميدالية ريبا الذهبيةَ الملكية في 1985. استلمَ جائزة (الأسد الذهبي لإنجازِ العمرِ) في المعرض الدولي العاشر للمعمار بفينيسيا في 2006، وأيضاً حصل على جائزة ستيرلنج لمحطة المطار الجوى صالة الوصول 4 مِنْ مطارِ براجاز
تم تنصيبه البارونَ روجرز للضفةِ في 1996.و يَجْلسُ كممثل عن حزب العمال في مجلس اللوردات.
روجرز مُنِحَ درجة فخريةَ مِنْ جامعة كنت، وسَيُمْنَحُ جائزةَ بريتزكر الـ2007 ،الذي يعتبر أعلى أوسمة الشرف للهندسة المعماريةِ

## معرض صور

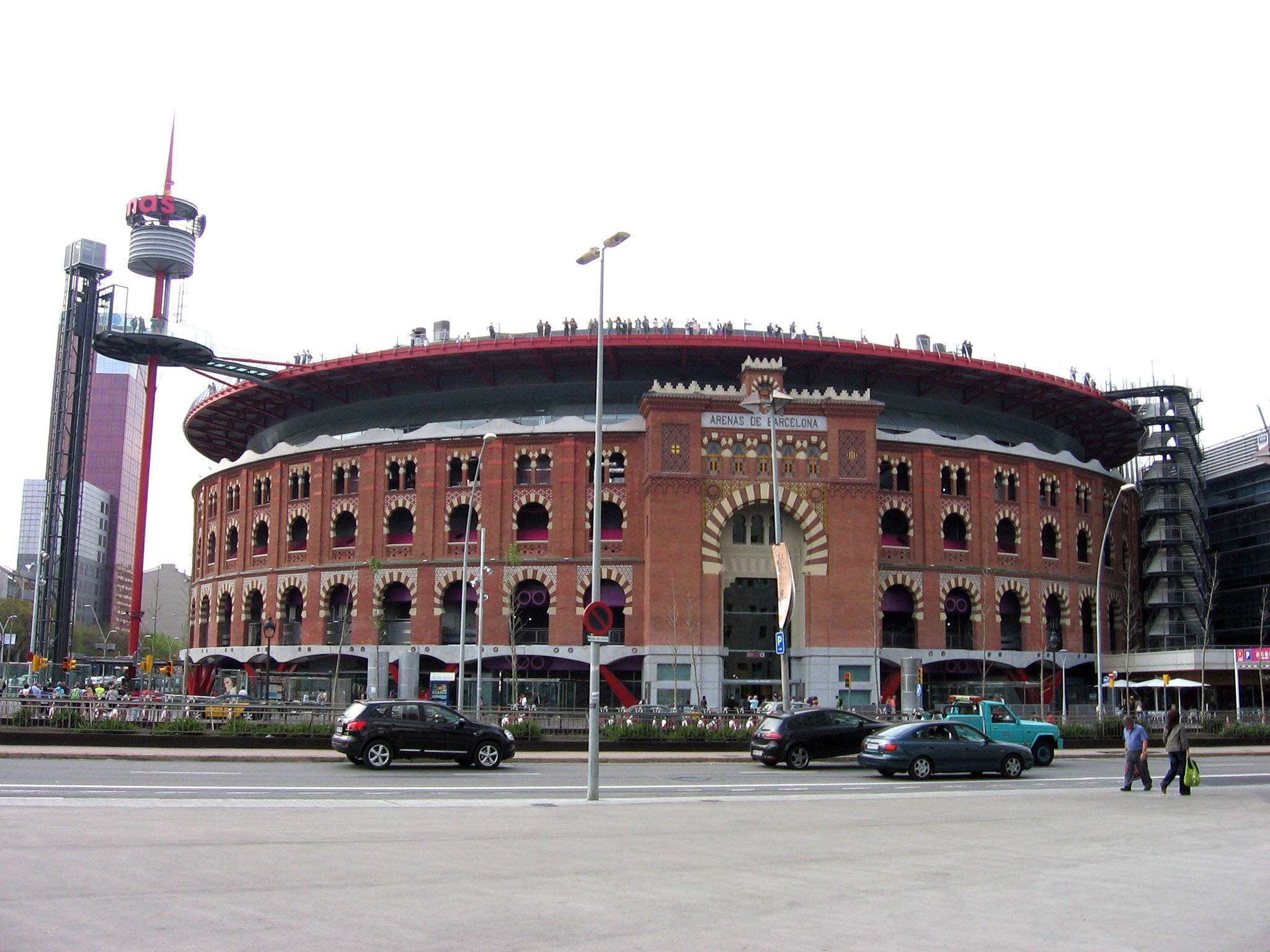
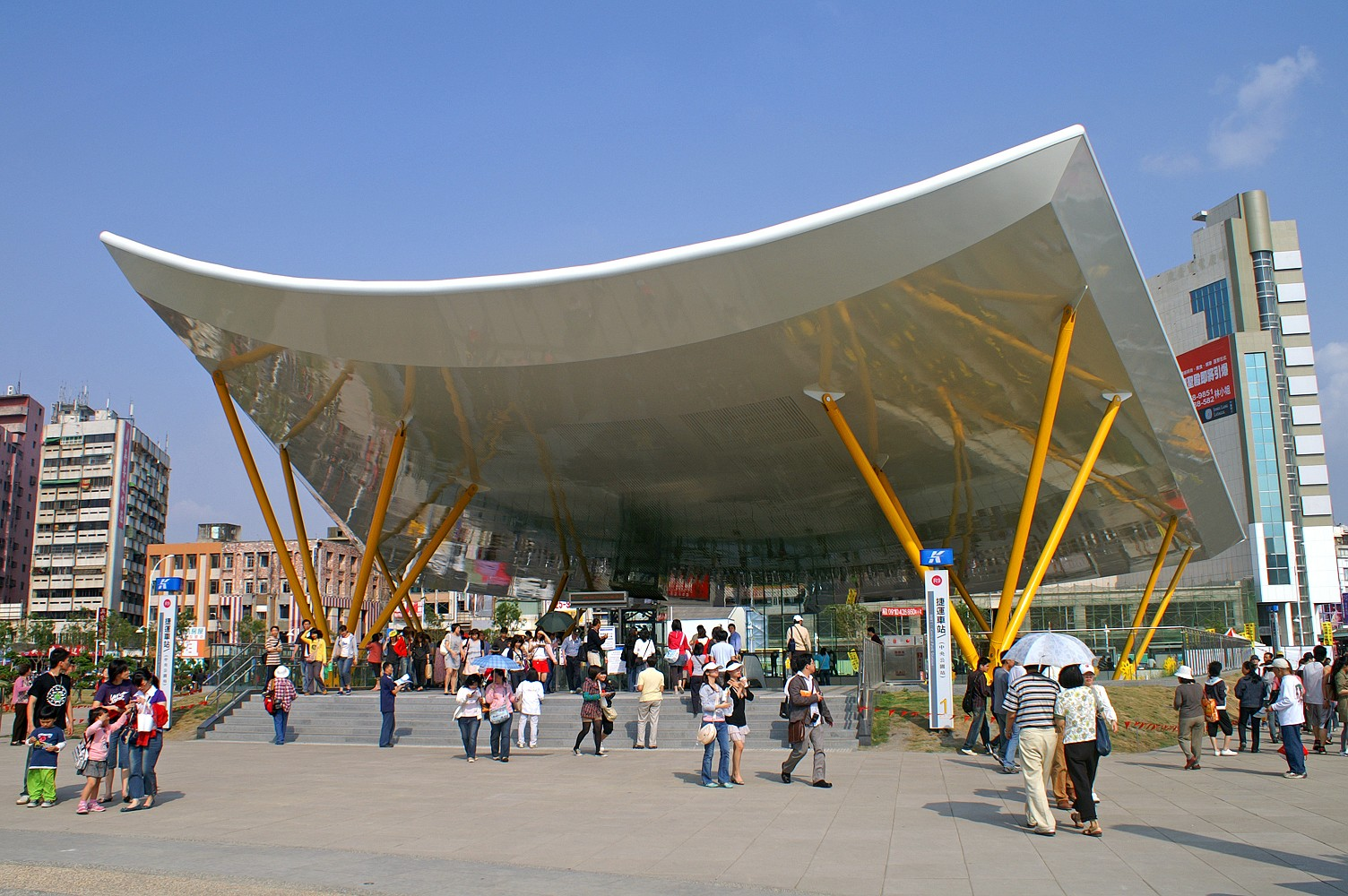
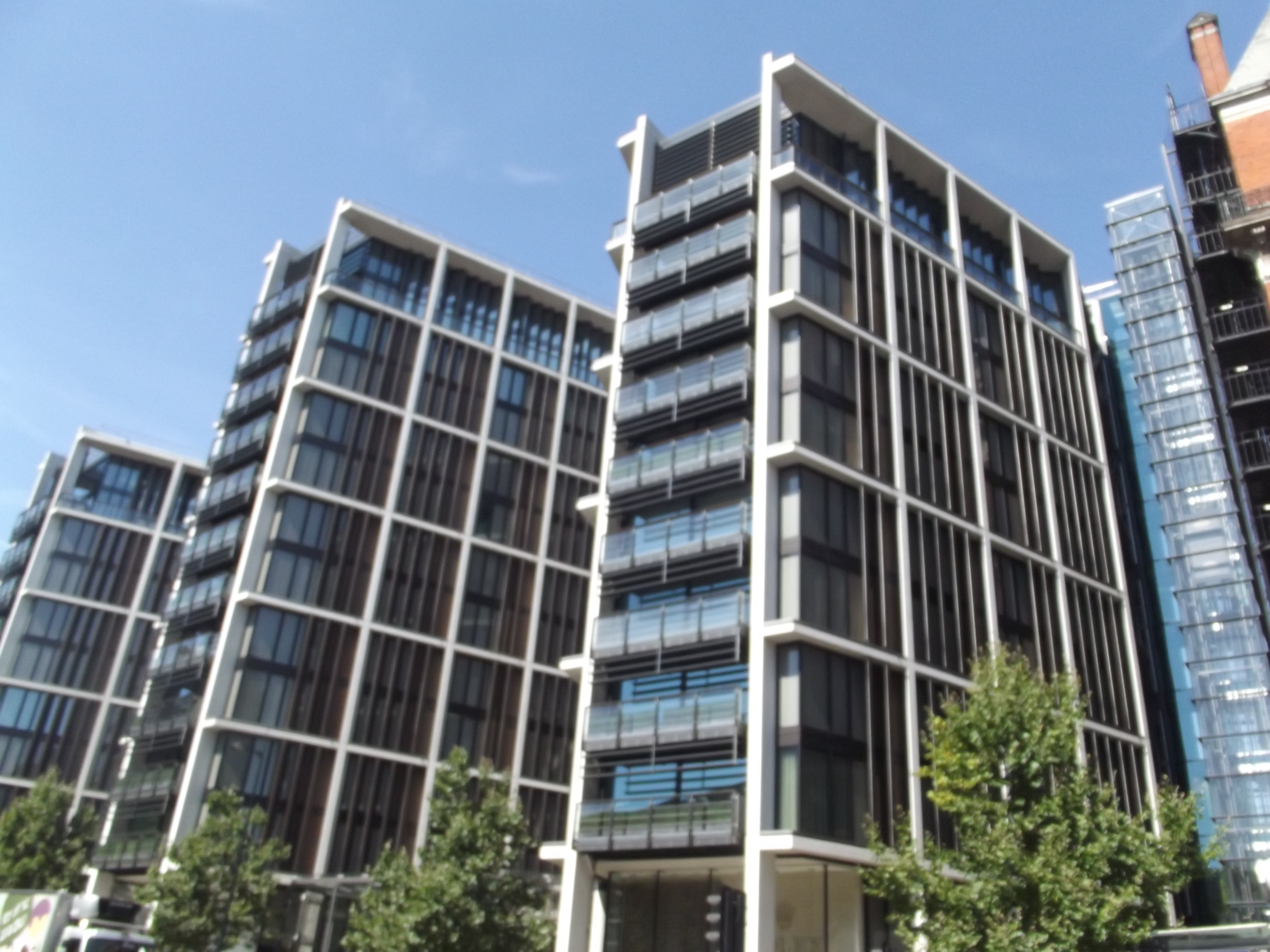
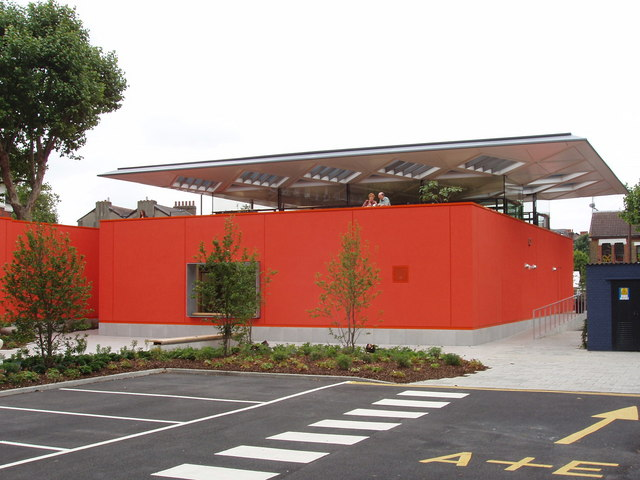
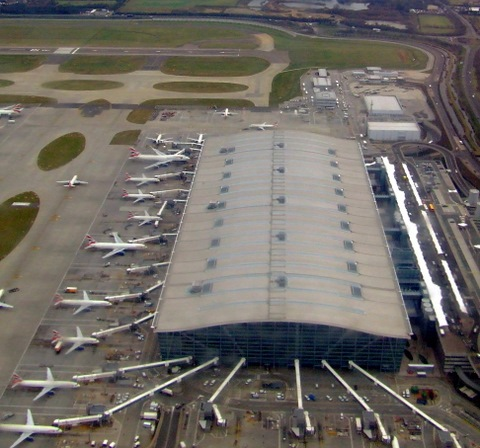
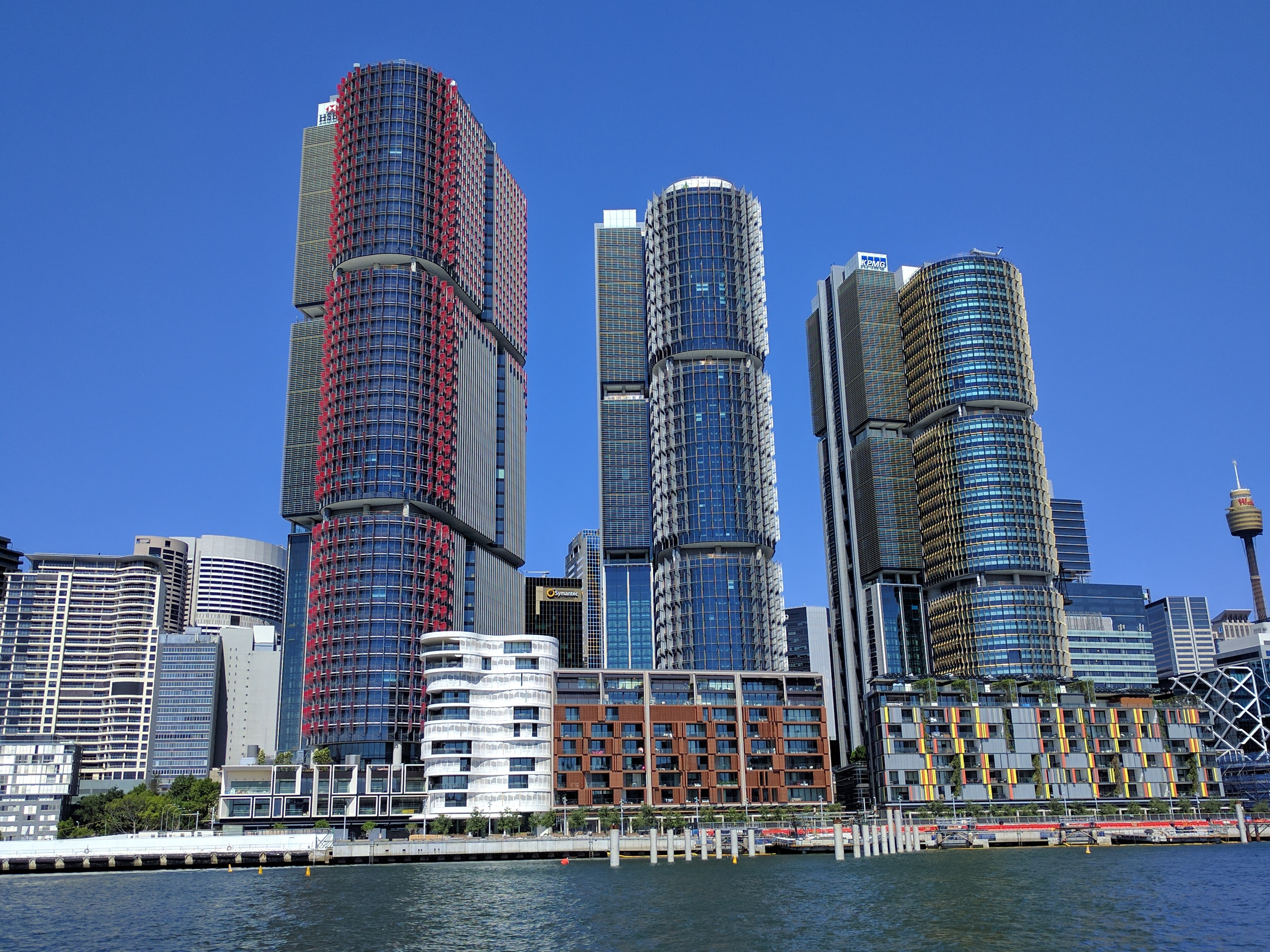
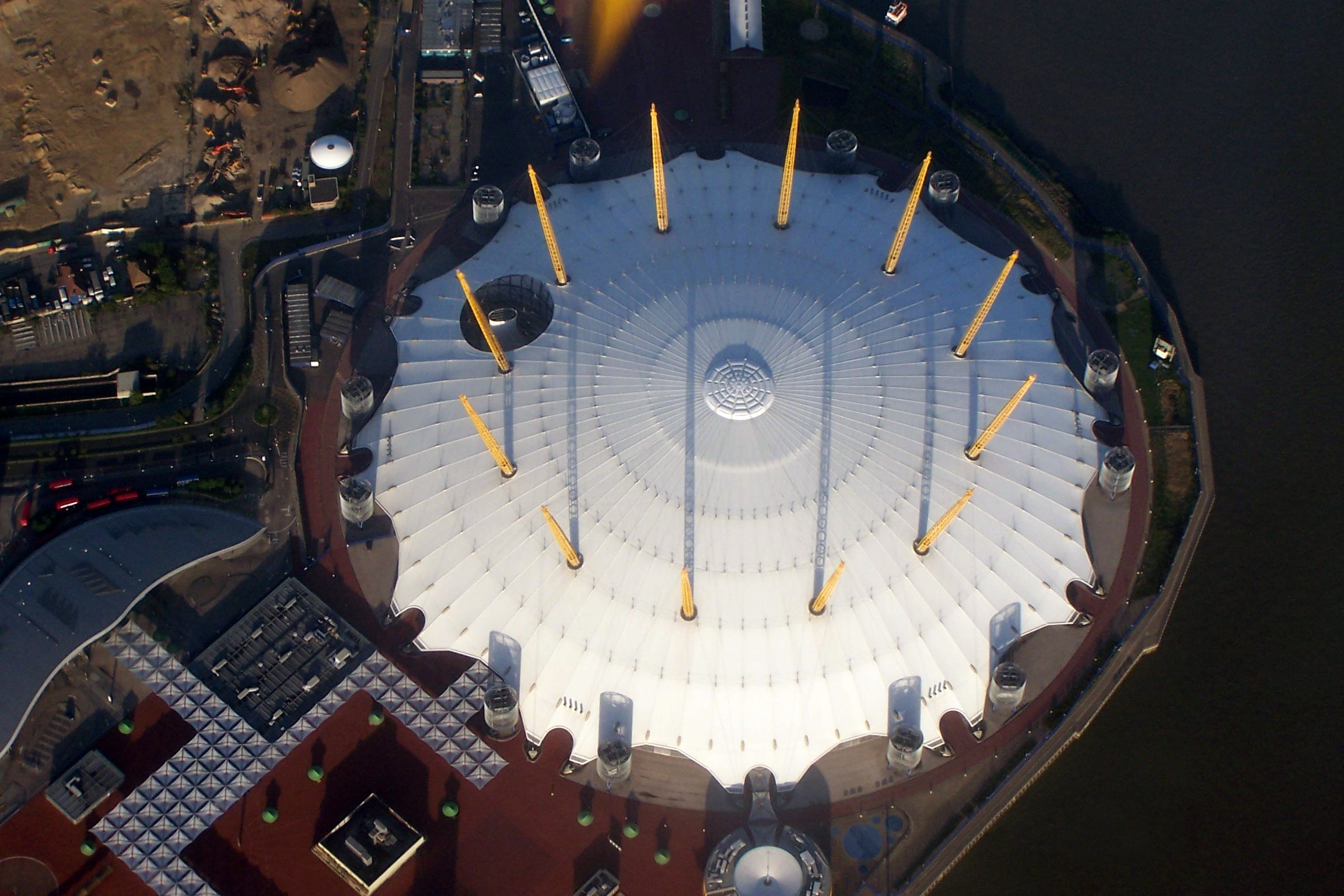

## روابط خارجية
- ريتشارد روجرز على موقع الموسوعة البريطانية (الإنجليزية)
- ريتشارد روجرز على موقع مونزينجر (الألمانية)
- ريتشارد روجرز على موقع إن إن دي بي (الإنجليزية)